# Doom Days
Doom Days è il terzo album in studio del gruppo musicale britannico Bastille, pubblicato il 14 giugno 2019 dalla Virgin Records.

## Tracce
Testi e musiche di Dan Smith.
1. Quarter Past Midnight – 3:19
2. Bad Decisions – 3:09
3. The Waves – 4:00
4. Divide – 3:52
5. Million Pieces – 4:11
6. Doom Days – 2:18
7. Nocturnal Creatures – 3:52
8. 4AM – 4:07
9. Another Place – 3:31
10. Those Nights – 4:30
11. Joy – 3:12

This Got Out of Hand – tracce bonus nella This Got Out of Hand Edition
1. Admit Defeat – 3:05
2. Good Lesson – 3:30
3. Easy Days (Demo) – 2:52
4. When I Watch the World Burn All I Think About Is You (Demo) – 3:12
5. Another Place (feat. The Chamber Orchestra of London) – 4:17
6. Final Hour – 3:08
7. Million Pieces (feat. The Chamber Orchestra of London) – 4:43
8. Comfort of Strangers – 3:49
9. Another Place (feat. Alessia Cara) – 3:33
10. Hangin' – 3:29
11. Can't Fight This Feeling (feat. The Chamber Orchestra of London) – 3:18

## Classifiche

### Classifiche settimanali
| Classifica (2019) | Posizione massima |
| ----------------- | ----------------- |
| Australia         | 21                |
| Austria           | 10                |
| Belgio (Fiandre)  | 5                 |
| Belgio (Vallonia) | 35                |
| Canada            | 30                |
| Finlandia         | 26                |
| Germania          | 9                 |
| Irlanda           | 18                |
| Italia            | 41                |
| Lituania          | 8                 |
| Norvegia          | 14                |
| Nuova Zelanda     | 30                |
| Paesi Bassi       | 8                 |
| Polonia           | 22                |
| Portogallo        | 22                |
| Regno Unito       | 4                 |
| Repubblica Ceca   | 73                |
| Spagna            | 35                |
| Stati Uniti       | 5                 |
| Svezia            | 45                |
| Svizzera          | 8                 |

### Classifiche di fine anno
| Classifica (2019) | Posizione |
| ----------------- | --------- |
| Belgio (Fiandre)  | 81        |